# Copa del Rey de voleibol 2022
La LXXII edición de la Copa de S.M. el Rey de voleibol tuvo lugar en el Centro Insular de Deportes de Las Palmas de Gran Canaria entre el 25 y el 27 de febrero de 2022, torneo cuya organización estuvo a cargo del Club Voleibol Guaguas Fue el Melilla Sport Capital quien resultó ganador del torneo imponiéndose al Unicaja Costa de Almería y consiguiendo ser campeón por primera vez en su historia. El ojugador melillense Juan Martín Riganti fue considerado MVP del torneo.

## Sistema de competición
La primera fase se lleva a cabo durante la primera ronda de la liga regular de la Superliga. Los 7 equipos con mayor número de puntos y el organizador se clasifican para disputar dicha competición. Los cruces de cuartos de final se determinan por la clasificación final de esa primera vuelta.
Una vez dentro, los equipos se citan para alcanzar una posición en las semifinales y luego los equipos se enfrentan para conocer quien estará en la final. Un último partido donde el vencedor, se proclamará campeón de la competición oficial.
Los cuartos de final se disputaron el viernes 25 y las semifinales el sábado 26. La gran final por ver quién sucedía al CV Guaguas como campeón de la Copa del Rey se llevó a cabo el domingo 27 de febrero.

## Equipos participantes
Organizador:
- Club Voleibol Guaguas

Equipos de esta edición:
- Club Voleibol Teruel
- Unicaja Costa de Almería
- Fenie Energía Vóley Palma
- Conectabalear Manacor
- Melilla Sport Capital
- Cabo de Cruz Boiro Voleibol
- Río Duero Soria

## Cuadro de la Copa
|  | Cuartos de final | Cuartos de final            | Cuartos de final | Cuartos de final          | Cuartos de final | Cuartos de final | Cuartos de final |                       |                       | Semifinales | Semifinales | Semifinales | Semifinales | Semifinales | Semifinales | Semifinales |   |                       | Final | Final | Final | Final | Final | Final | Final |  |
|  |                  |                             |                  |                           |                  |                  |                  |                       |                       |             |             |             |             |             |             |             |   |                       |       |       |       |       |       |       |       |  |
|  |                  |                             |                  |                           |                  |                  |                  |                       |                       |             |             |             |             |             |             |             |   |                       |       |       |       |       |       |       |       |  |
|  | 3                | Melilla Sport Capital       | 25               | 25                        | 25               |                  |                  |                       |                       |             |             |             |             |             |             |             |   |                       |       |       |       |       |       |       |       |  |
|  | 3                | Melilla Sport Capital       | 25               | 25                        | 25               |                  |                  |                       |                       |             |             |             |             |             |             |             |   |                       |       |       |       |       |       |       |       |  |
|  | 0                | Río Duero Soria             | 19               | 17                        | 20               |                  |                  |                       |                       |             |             |             |             |             |             |             |   |                       |       |       |       |       |       |       |       |  |
|  | 0                | Río Duero Soria             | 19               | 17                        | 20               |                  | 3                | Melilla Sport Capital | 25                    | 25          | 25          |             |             |             |             |             |   |                       |       |       |       |       |       |       |       |  |
|  |                  |                             |                  |                           |                  |                  |                  | Melilla Sport Capital | 25                    | 25          | 25          |             |             |             |             |             |   |                       |       |       |       |       |       |       |       |  |
|  |                  |                             | 0                | Fenie Energía Vóley Palma | 20               | 17               | 20               |                       |                       |             |             |             |             |             |             |             |   |                       |       |       |       |       |       |       |       |  |
|  | 1                | Club Voleibol Guaguas       | 0                | Fenie Energía Vóley Palma | 20               | 17               | 20               | 25                    | 17                    | 24          | 19          |             |             |             |             |             |   |                       |       |       |       |       |       |       |       |  |
|  | 1                | Club Voleibol Guaguas       |                  |                           |                  |                  |                  |                       |                       |             |             |             |             |             |             |             |   |                       |       |       |       |       |       |       |       |  |
|  | 3                | Fenie Energía Vóley Palma   | 20               | 25                        | 26               | 25               |                  |                       |                       |             |             |             |             |             |             |             |   |                       |       |       |       |       |       |       |       |  |
|  | 3                | Fenie Energía Vóley Palma   | 20               | 25                        | 26               | 25               |                  |                       |                       |             |             |             |             |             |             |             | 3 | Melilla Sport Capital | 25    | 25    | 22    | 25    |       |       |       |  |
|  |                  |                             |                  |                           |                  |                  |                  |                       |                       |             |             |             |             |             |             |             | 3 | Melilla Sport Capital | 25    | 25    | 22    | 25    |       |       |       |  |
|  |                  |                             | 1                | Unicaja Costa de Almería  | 22               | 20               | 25               | 17                    |                       |             |             |             |             |             |             |             |   |                       |       |       |       |       |       |       |       |  |
|  | 3                | Conectabalear Manacor       | 1                | Unicaja Costa de Almería  | 22               | 20               | 25               | 17                    | 25                    | 26          | 18          | 25          |             |             |             |             |   |                       |       |       |       |       |       |       |       |  |
|  | 3                | Conectabalear Manacor       |                  |                           |                  |                  |                  |                       |                       |             |             | 25          |             |             |             |             |   |                       |       |       |       |       |       |       |       |  |
|  | 1                | Club Voleibol Teruel        | 15               | 24                        | 25               | 22               |                  |                       |                       |             |             |             |             |             |             |             |   |                       |       |       |       |       |       |       |       |  |
|  | 1                | Club Voleibol Teruel        | 15               | 24                        | 25               | 22               |                  | 0                     | Conectabalear Manacor | 15          | 11          | 20          |             |             |             |             |   |                       |       |       |       |       |       |       |       |  |
|  |                  |                             |                  |                           |                  |                  |                  | 0                     | Conectabalear Manacor | 15          | 11          | 20          |             |             |             |             |   |                       |       |       |       |       |       |       |       |  |
|  |                  |                             | 3                | Unicaja Costa de Almería  | 25               | 25               | 25               |                       |                       |             |             |             |             |             |             |             |   |                       |       |       |       |       |       |       |       |  |
|  | 3                | Unicaja Costa de Almería    | 3                | Unicaja Costa de Almería  | 25               | 25               | 25               | 23                    | 23                    | 25          | 25          | 15          |             |             |             |             |   |                       |       |       |       |       |       |       |       |  |
|  | 3                | Unicaja Costa de Almería    |                  |                           |                  |                  |                  |                       |                       |             |             | 15          |             |             |             |             |   |                       |       |       |       |       |       |       |       |  |
|  | 2                | Cabo de Cruz Boiro Voleibol | 25               | 25                        | 18               | 20               | 13               |                       |                       |             |             |             |             |             |             |             |   |                       |       |       |       |       |       |       |       |  |
|  | 2                | Cabo de Cruz Boiro Voleibol | 25               | 25                        | 18               | 20               | 13               |                       |                       |             |             |             |             |             |             |             |   |                       |       |       |       |       |       |       |       |  |
|  |                  |                             |                  |                           |                  |                  |                  |                       |                       |             |             |             |             |             |             |             |   |                       |       |       |       |       |       |       |       |  |

| Predecesor: Copa del Rey 2021 Las Palmas de Gran Canaria | Copa del Rey 2022 Las Palmas de Gran Canaria | Sucesor: Copa del Rey 2023 Soria |